# Tony Gibb
Anthony "Tony" Gibb (Stanmore, Harrow, Londres, 12 de juliol de 1976) va ser un ciclista britànic que es va especialitzar en la pista.

## Palmarès
- 2000
  -  Campió del Regne Unit en Puntuació
  -  Campió del Regne Unit en Madison (amb James Taylor)
- 2001
  -  Campió del Regne Unit en Scratch
  -  Campió del Regne Unit en Madison (amb James Taylor)
- 2003
  - 1r als Sis dies de Torí (amb Scott McGrory)
- 2004
  -  Campió del Regne Unit en Madison (amb James Taylor)
- 2005
  -  Campió del Regne Unit en Madison (amb James Taylor)
- 2006
  -  Campió del Regne Unit en Madison (amb James Taylor)